# Коффи, Келли
Ке́лли Ко́ффи (англ. Kellie Coffey; 22 апреля 1971, Мур, Оклахома, США) — американская певица и автор песен.

## Биография
Келли Коффи родилась 22 апреля 1971 года в Муре (штат Оклахома, США), но позже она переехала в Лос-Анджелес, штат Калифорния. Келли окончила «University of Oklahoma».
Келли начала свою музыкальную карьеру в 2001 году и в декабре того же года она выпустила свой первый сингл «When You Lie Next to Me». Коффи выпустила два студийных музыкальных альбома — «When You Lie Next to Me» (2002) и «Walk On» (2007).
Келли замужем за автором песен Джеффом Кочем. У супругов есть двое детей — сын Джексон Джеффри Коч (род.15.11.2005) и дочь Мэгги Роуз Коч (род.07.05.2008).